# ساتانازس

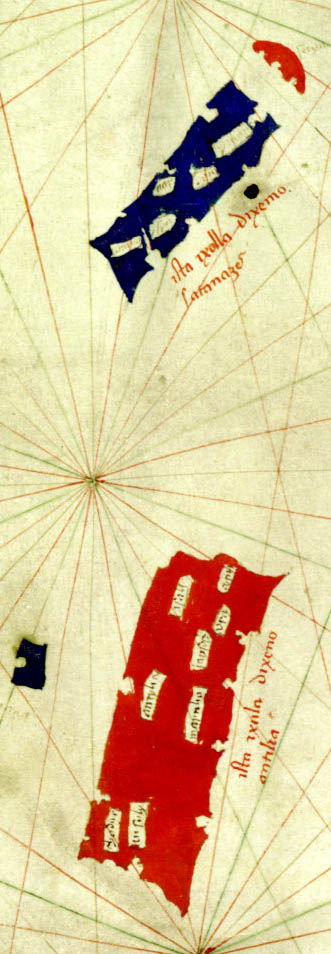
1424 خريطة من عمل زوان بيزيانو، أول تصوير لجزيرة الشيطان كجزيرة كبيرة مستطيلة زرقاء شمال أنتيليا.

جزيرة ساتناسس (تسمى أيضًا جزيرة الشياطين، أو يد الشيطان أو القديس أثناسيوس) هي جزيرة أسطورية كان يعتقد أنها تقع في المحيط الأطلسي، وتم رسمها في العديد من خرائط القرن الخامس عشر.

## تصويرها عند رسامي الخرائط
في الرسوم البورتولانية التي تعود للقرن الخامس عشر، تم تصوير جزيرة ساتناسس على أنها تقع في شمال المحيط الأطلسي، وغرب جزر الأزور والبرتغال، وشمال جزيرة أنتيليا الأسطورية.
تم رسم الجزيرة لأول مرة في مخطط بورتولي عام 1424 لرسام خرائط من البندقية يدعى زوان بيزيانو. تم رسمها كجزيرة كبيرة مستطيلة زرقاء، مع مسافة بادئة بخليج وخمس أو ست مستوطنات، مع نقش ista ixolla dixemo satanazes، والذي تمت ترجمته على أنه «هذه الجزيرة التي تُدعى إليها الشياطين».
في مخططه 1424، وضع بيزيانو جزيرة الساتناسس على بعد ستين فرسخاً شمال جزيرة أنتيليا الكبيرة. أضاف بيزيانو إلى رسمته جزيرة على شكل مظلة أسماها سايا (سيسميها رسامو الخرائط في وقت لاحق تانمار أو دانمار). هذه الجزر الثلاث، بالإضافة إلى جزيرة يمانا (التي سميت لاحقًا روليو، وهي جزيرة صغيرة غرب أنتاليا)، سيتم رسمها بشكل جماعي معًا في العديد من خرائط القرن الخامس عشر في وقت لاحق، بنفس الحجم النسبي والموقع والشكل الذي قدمه بيزيانو في الأصل، والمعروف باسم «مجموعة أنتيليا» أو (باستخدام تسمية بيانكو) Insulae de novo rep (er) te أي («الجزر التي تم الإبلاغ عنها حديثًا»).

## أصل الكلمة والأسطورة

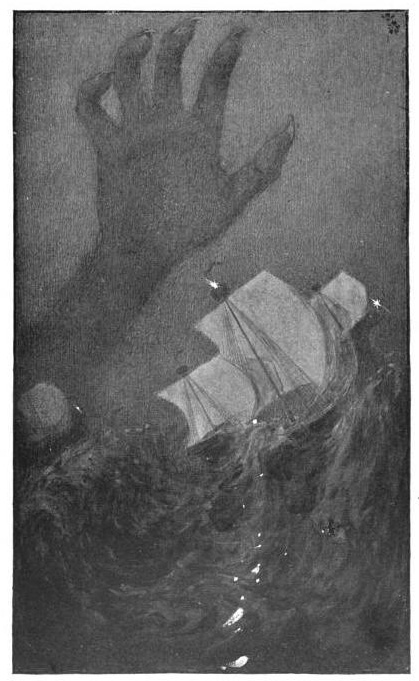
"يد الشيطان"، تخرج من البحر لتخطف قارباً

يُعتقد بأن كلمة «ساتناسس» ذات أصل برتغالي وهي تعني «الشياطين»، كما إن الكلمة موجودة في لهجات أهل الدول المجاورة مثل البندقية. تختفي الجزيرة من الخرائط بعد عام 1436، وتعاود الظهور فقط في عام 1462 عندما قام رسام الخرائط بنينكاسا بتحويل اسمها إلى سالفاجا، وهو ما يعني «وحشية» - ربما قراءة خاطئة، وربما تعديل متعمد من قبل بينينكاسا لتجنب استخدام الألفاظ النابية مثل «الشيطان».